# Homossexualidade na Idade Média
A homossexualidade na Idade Média é uma matéria de complexo estudo, embora os acadêmicos e os estudiosos do "mesmo sexo" eram comuns nas culturas árabe medieval, como comprovado nas poesias deixadas sobre o amor do mesmo sexo. De acordo com John Boswell, autor de Cristianismo, Tolerância Social e Homossexualidade, houve comunidades monásticas cristãs de pessoas do mesmo sexo e de outras ordens religiosas, em que a homossexualidade prosperou. De acordo com Chauncey et al. (1989), o livro "ofereceu uma interpretação revolucionária da tradição ocidental, afirmando que a Igreja Católica Romana não havia condenado os gays ao longo de sua história, e, pelo menos até o século XII, não tinha evidenciada nenhuma preocupação especial sobre a homossexualidade ou o amor celebrado entre homens."
Boswell foi também o autor de Same-Sex Unions in Pre-Modern Europe (New York: Villard, 1994)  no qual ele argumenta que a liturgia adelphopoiesis evidência de que a atitude da igreja cristã em relação à homossexualidade tem mudado ao longo do tempo, e os cristãos da altura, na verdade aceitavam as relações homossexuais.
Alguns críticos, nomeadamente RW Southern, refutam os achados de Boswell e o rigor académico. O seu trabalho atraiu grande controvérsia, pois foi visto por muitos como apenas uma tentativa de Boswell justificar a sua homossexualidade e a fé católica romana. Por exemplo, aponta RW Southern, que a homossexualidade tinha sido condenada extensivamente por líderes religiosos e estudiosos medievais bem antes do século XII, apontando para os livros de punições que eram comuns na sociedade medieval, muitos dos quais incluem a homossexualidade como um dos pecados graves.
A história de relações homossexuais entre mulheres na Idade Média é extremamente difícil de estudar, mas não há nenhuma dúvida da sua existência. Alguma legislação contra as relações lésbicas podem ser invocados para o período, principalmente envolvendo o uso de "instrumentos", por outras palavras, dildos.

## História
Durante a Idade Média a vontade de Deus era o argumento para todas as acções, inclusive em situações cruéis. A ascensão do Cristianismo em Roma reverteu os valores da época, caçou hereges e perseguiu os diferentes. O Papa passou a ter um poder divino sobre a terra, dividindo com os imperadores o governo das nações. O conhecimento ficou restrito aos nobres e aos clérigos.
A religião de Roma prosseguiu. Diversos são os relatos sobre casos de homossexualidade dentro das religiões e Papas homossexuais fizeram parte da história da Igreja. Em 1123, foi declarada a nulidade de casamentos de padres.

### Inquisição
O papa Gregório instituiu o direito ao Tribunal do Santo Ofício, em 1231, e ordenou o combate às mazelas difundidas em toda a Europa. Os homossexuais foram tão perseguidos que, somente no Brasil, já no século XVII, foram registadas 4.419 denúncias de sodomia, dos quais, 30 foram enviados à Metrópole e condenados à fogueira. Muitos fidalgos portugueses fugiam para a então colónia em busca de sossego da Inquisição.
A sodomia era considerada a pior das heresias. Para homossexuais, a idade justificava a pena. Após confissões obtidas na base da tortura, o indivíduo abaixo de 15 anos era recluso por três meses. Acima dessa idade, deveria ir preso e posteriormente pagar multa. Os adultos deveriam pagar multas, caso contrário tinham os seus genitais amarrados e deveriam andar nus pela cidade, serem açoitados e depois expulsos. Caso fossem maiores de 33 anos, o acusado seria julgado, sem direito a defesa e, caso condenado, morto em fogueira e seus bens confiscados. Apesar de todo os esforços, nesse mesmo período existem relatos de pelo menos dois papas homossexuais: Papa Paulo II e Papa Alexandre VI.

## Península Ibérica (Alandalus)
Na Idade Média Ibérica, os cristãos condenavam qualquer prática sexual não-procriativa, sendo que o acto não-procriativo, quando os agentes eram um homem e uma mulher, muitas vezes recebia penas mais severas que entre dois homens (a sodomia).

### História
Na região conhecida como Alandalus, governada por muçulmanos, os não cristãos que praticavam a sodomia abertamente, tendo relacionamentos estáveis e intercurso sexual com parceiros do mesmo sexo, eram a elite intelectual e política da época. Abderramão III, Aláqueme II, Hixame II, e Almutâmide mantinham haréns masculinos. As memórias de Badis, o ultimo rei Zirid de Granada, faz inúmeras referências à contratação de prostitutos, que além de cobrarem valores exorbitantes pelos seus serviços, mantinham como clientela a mais alta classe da região. A despeito das inúmeras críticas dos cristãos, a sodomia nunca foi claramente condenada entre árabes e judeus medievais. No último século de dominação islâmica na Espanha, a sodomia era inclusive vista como uma prática de resistência ao cristianismo que se impunha cruelmente, destruindo escolas, bibliotecas, sinagogas e mesquitas da região. A Idade do Ouro do ocultismo também aconteceu em Alandalus, na Idade Média Ibérica. Os místicos, principalmente judeus e muçulmanos, estudavam, desenvolviam e ensinavam a Cabala e a Alquimia. A Ordem dos Templários teve uma presença significativa nessa região, onde são encontradas a maioria dos capítulos da Ordem. Principalmente entre os místicos muçulmanos e judeus o relacionamento entre dois homens era bastante comum e visto com naturalidade. Os cristãos referiam-se a esses místicos como escandalosos e depois de inúmeras acusações, terminaram por decretar a pena de morte aos sodomitas. Alguns grupos se mantiveram ocultos em confrarias e irmandades secretas, consta inclusive a presença de cristãos nesses grupos, que realizavam uma espécie de culto à Virgem Maria e podem ter relações com a Ordem dos Templários.
O casal mais famoso desse período foi Juan II e o seu amante Álvaro de Luna. O assassinato de Álvaro de Luna pelos cristãos se tornou no século XVII um evento bastante representativo da repressão à sodomia. Granada era vista como um lugar frequentado predominantemente por intelectuais e artistas abertamente sodomitas. Os cristãos acusavam os judeus de terem introduzido a sodomia na Espanha. A relação entre os judeus sefaraditas de Granada e a sodomia ainda é claramente vista em letras de canções tradicionais da época. Federico García Lorca, nascido em Granada e tido como o maior poeta da Espanha e um dos maiores escritores do mundo, homossexual assumido que foi assassinado pelos franquistas na Guerra Civil Espanhola. Fez inúmeras referências à Granada sodomita nos seus escritos.  Por se tratar de uma história contada pela minoria sobrevivente ao massacre provocado pela cristandade ibérica, os estudos sobre a homossexualidade nesse período ainda são insuficientes para determinar com mais clareza a vida quotidiana em Alandalus.
O lesbianismo era comum, sobretudo nos haréns, embora se tratasse de relações mantidas discretamente por serem passíveis de utilização em intriga política. Algumas mulheres privilegiadas do Alandalus tinham acesso à educação; existem antologias modernas de poesia escrita por mulheres, em que o amor entre mulheres aparece tratado com naturalidade.
A homossexualidade passa a ser categorizada e referida como anomalia a partir do século XIX, por influência do pensamento cristão na formação de cientistas e académicos da época. Até mesmo os pensadores muçulmanos e judeus posteriores acabam sofrendo influência ideológica do cristianismo, passando a condenar veementemente a homossexualidade, sem saber que muitos místicos e estudiosos que sistematizaram seus rituais e textos sagrados eram abertamente homossexuais.

### Poesia homo erótica
Por entre o esplendor medieval da cultura judaica descobriu-se, graças aos estudos de Jefim Schirmann e Norman Roth, que o homoerotismo e a homossexualidade tiveram grande importância na sociedade judaica da época. De facto, na cultura cristã  e entre os séculos XIII e XVII, associava-se o judaísmo à perversão sexual e à homossexualidade, sobre o que ficou testemunho na poesia satírica da época.
Os autores da poesia homoerótica hispanojudaica, que declaram o seu amor tanto a rapazes como a homens adultos, chegavam a ser importantes líderes das suas comunidades ou rabis, como é o caso de Ibn Gabirol, Samuel ha-Naguid, Moisés Ibn Ezra e Judah ha-Levi.